# Мелине (село)
Мелине (на сръбски: Мељине) е село в Босна и Херцеговина, разположено в община Соколац, в ентитета на Република Сръбска. Намира се на 764 метра надморска височина. Населението му според преброяването през 2013 г. е 40 души, от тях: 37 (92,50 %) бошняци, 3 (7,50 %) мюсюлмани.

## Население
Численост на населението според преброяванията през годините:
- 1961 – 270 души
- 1971 – 250 души
- 1981 – 192 души
- 1991 – 181 души
- 2013 – 40 души